# 마리포사 데 바리오
《마리포사 데 바리오》(스페인어: Mariposa de barrio)는 2017년 방영된 미국의 텔레노벨라이다.